# Euryolpium michaelseni
Euryolpium michaelseni är en spindeldjursart som först beskrevs av Albert Tullgren 1909.  Euryolpium michaelseni ingår i släktet Euryolpium och familjen Olpiidae. Inga underarter finns listade i Catalogue of Life.